# Turbat Daginaa
Turbat Daginaa (31 de julho de 1992) é um futebolista mongol que atua na defesa. Atualmente joga pelo Khoromkhon.

## Carreira
Turbat joga pela equipe principal do Khoromkhon desde 2008, quando tinha 16 anos de idade.
Participou do Tiger Street Football Competition, evento de inclusão no futebol que contava com a participação de ex-jogadores como Deco e Vítor Baía, em 2015.

## Carreira internacional
Turbat foi convocado pela seleção da Mongólia para as eliminatórias da Copa do Mundo FIFA de 2018. Teve sua oportunidade no jogo contra Timor Leste, entrando aos 27' do segundo tempo e recebendo cartão amarelo aos 43'. O jogo terminou 1 a 0 para os timorenses.

## Títulos
Khoromkhon
- Undesniy Ligin: 2014
- Borgio Tsom: 2012

## Morte
Daginaa morreu em um acidente de carro chocando contra um urso chines do norte asiatico da russia. Deixando para trás seus 20 filhos e suas 14 esposas. 